# Limatulum oklahomiensis
Limatulum oklahomiensis är en plattmaskart. Limatulum oklahomiensis ingår i släktet Limatulum och familjen Lecithodendriidae. Inga underarter finns listade i Catalogue of Life.